# República do Iraque (1958–1968)
A História do Iraque (1958-1968) refere-se à recém-criada República do Iraque, que teve início com a ascensão e domínio do presidente Muhammad Najib ar-Ruba'i e o primeiro-ministro Abd al-Karim Qasim, de 1958 a 1963. Ar-Ruba'i e Quasim chegaram ao poder através da Revolução de 14 de Julho, em que a monarquia Haxemita foi derrubada em um golpe sangrento. O golpe viu o fim desta, a dissolução do Reino do Iraque e da Federação Árabe, e o estabelecimento de uma República. A era terminou com a ascensão ao poder do Partido Baath, em 1968.

## Território
O Iraque reverteu de volta o controle do território do antigo Reino do Iraque, e a Jordânia voltou a ser uma entidade independente. O primeiro-ministro Abd al-Karim Qasim declarou que "Nós não desejamos fazer referência à história de tribos árabes que residem em Al-Ahwaz e Mohammareh [Khurramshahr]. Os otomanos entregaram Muhammareh, que fazia parte do território do Iraque para o Irã",  preparando assim o caminho para a Guerra Irã-Iraque. A nova república também definiu o Curdistão como "uma das duas nações do Iraque"; esta não durou no entanto, e uma rebelião entre os curdos eclodiu em 1961.

## História (1958-1963)

### Precursores da Revolução Republicana

#### Problemas políticos
Durante e após a Segunda Guerra Mundial, a Grã-Bretanha retomou o Iraque, devido ao Golpe de Estado iraquiano de 1941 em que quatro generais nacionalistas iraquianos, juntamente com a inteligência e assistência militar alemã, derrubaram o Regente Abd al-Ilah e o primeiro-ministro Nuri al-Said e instalaram Rashid Ali al-Gaylani como primeiro-ministro do Iraque. Rashid Ali acabou deposto pelos britânicos e Abd al-Ilah e al-Said retomaram o poder. Em 1947, os iraquianos começaram a negociar uma retirada britânica, e finalmente negociaram o Tratado de Portsmouth, em 15 de janeiro de 1948, que previa a criação de um conselho de defesa conjunta iraquiano-britânica, que supervisionou o planeamento militar iraquiano e o controle britânico das relações exteriores do Iraque.

#### Rivalidades regionais
As rivalidades regionais desempenharam um grande papel na Revolução de 14 de Julho. O pan-arabismo e o nacionalismo árabe circularam no Oriente Médio e proliferaram por um revolucionário anti-imperialista, Gamal Abdel Nasser do Egito. Durante e após a II Guerra Mundial, o Reino do Iraque foi o lar de um número de simpatizantes do nacionalista árabe. Os nacionalistas árabes viam a monarquia Hachemita como muito obcecada com os interesses britânicos e ocidentais. Este sentimento anti-Hachemita cresceu de um sistema educacional politizado no Iraque e uma burguesia cada vez mais assertiva e educada. O Primeiro-ministro iraquiano, Nuri al-Said expressou seu interesse no prosseguimento da ideia de uma federação de Estados Árabes no Crescente Fértil, e ajudou a criar a Federação Árabe do Iraque e Jordânia, mas reservou o seu entusiasmo sobre um estado pan-árabe defendido por Nasser. Al-Said se juntou a Liga Árabe em 1944, em nome do Iraque, vendo-a como um fórum prestivo por reunir os países árabes, deixando a porta aberta para uma possível futura federação. A Carta da Liga consagrou o princípio da autonomia de cada Estado árabe e referenciando o pan-arabismo apenas retoricamente.

#### Questões econômicas
O Iraque estava saindo da Segunda Guerra Mundial, e como grande parte do resto do mundo, foi devastado pela guerra. A guerra causou um enorme aumento da inflação e uma queda na qualidade de vida do povo iraquiano. O primeiro-ministro Nuri Al-Said e o regente nacionalista árabe, Abd al-Ilah, continuamente se chocavam na política econômica. Em vez de cooperar para melhorar a qualidade de vida do povo iraquiano e o corte da inflação, o primeiro-ministro e o regente não podiam concordar com uma política econômica coerente.

#### Agitação social
As elites educadas no Iraque começaram apoiar nos ideais defendidos pelo movimento pan-arabista de Nasser. Dentro do corpo de oficiais das forças armadas iraquianas, o nacionalismo pan-árabe começou a se enraizar. As políticas de Al-Said eram detestadas por alguns indivíduos dentro das forças armadas iraquianas, e grupos de oposição começaram a se formar, modelada sobre o Movimento Egípcio dos Oficiais Livres que havia derrubado a monarquia egípcia em 1952.

### Revolução de 14 de Julho
Em 14 de julho de 1958, um grupo que identificou como os "Oficiais Livres", um grupo militar secreto liderado pelo general Abd al-Karim Qasim, derrubou a monarquia. Este grupo foi marcado por seu caráter pan-árabe. O rei Faiçal II, o regente e o príncipe Abd al-Ilah e, Nuri al-Said foram todos mortos.
O novo governo contou com o apoio dos exilados curdos (cujo regresso tinha permitido) e do Partido Comunista Iraquiano. Muitas reformas foram adoptadas nas semanas seguintes: distribuição de terras agrícolas, ajuda às famílias pobres, planos urbanos, etc;

#### Reformas domésticas
A Revolução trouxe Muhammad Najib ar-Ruba'i e Abd al-Karim Qasim ao poder. O Regime Qasim implementa uma série de mudanças internas para a sociedade iraquiana.
Nomeou Ministra Naziha al-Dulaimi, que assim se tornou a primeira mulher ministra na história do Iraque e do mundo árabe. Participou também na elaboração da Lei dos Assuntos Civis de 1959, que está muito à frente do seu tempo na liberalização das leis matrimoniais e sucessórias em benefício das mulheres iraquianas.